# 梁繼平
梁繼平（りょう けいへい、英語: Brian Leung Kai-ping、1994年6月21日 - ）は、香港本土派の学者、時事評論家、學苑の元編集長、香港民族論の共同編集者です。
「綜援撤限爭議與本土政治共同體」の項目を執筆した。
幼少期は博愛医院陳国威小学と迦密主恩中学で学び、香港大学で社会科学と法律学の二つの学士を取得した後、パリ政治学院に交換留学しました。 現在、ワシントン大学で政治学の博士号取得を目指しています。

## 社会運動
梁繼平は、2014年の雨傘運動に参加しました。
梁繼平は、2019年7月1日夜立法会占拠事件に参加し、唯一の抗議者としてマスクを下ろし、「香港人は二度と負けてはいけない」と唱えながら「香港人抗爭宣言」を伝えた。7月5日付のサウスチャイナ・モーニング・ポスト紙の報道によると、レオン・カイピン氏は、あの夜、素顔を見せたことに後悔はないと語っている。 2019年9月、梁繼平と黄之鋒は、ニューヨークで開催された香港人向けのフォーラムに出席し、逃亡犯罪条例反対運動について語った。
米国に滞在中の梁繼平は、2020年1月に「議場の敷地侵入と留まった罪」という容疑で警察から召喚状を受け取ったことをSNSで確認した。
2020年6月のドイチェ・ヴェレのインタビューでは、自分が「暴動」の罪で起訴されたことを知って驚いたという。